# Cynorta bochinchana
Cynorta bochinchana is een hooiwagen uit de familie Cosmetidae.